# 傅准
傅准，南北朝南梁官员，出自北地傅氏。
傅准祖父傅照，官至金紫光禄大夫。父亲傅谞，官至湘东王外兵参军。傅准有文才，善词赋。以西中郎参军随萧詧赴镇。梁元帝被西魏处死。萧詧派傅准去监刑，用装土的袋子把梁元帝压死。萧詧在江陵称帝，傅准官至度支尚书。萧詧之子萧岿天保七年（568年），傅准去世，赠太常卿。谥敬康。所著文集二十卷。有两个儿子，傅秉、傅执，都是材兼文史。傅秉，官至尚书右丞。傅执，官至中书舍人、尚书左丞。